# مارسيلو بيلسا
مارسيلو ألبرتو بيلسا كالديرا (بالإسبانية: Marcelo Alberto Bielsa Caldera؛ مواليد 21 يوليو 1955)، والملقب بـ إل لوكو بيلسا، هو مدرب كرة قدم أرجنتيني ولاعب كرة قدم سابق وهو المدرب الحالي لمنتخب الأوروغواي.
أدار بيلسا العديد من الأندية وكذلك المنتخبين الأرجنتيني والتشيلي. في تشيلي تمكن بيلسا من تحقيق مركز متقدم للمنتخب بعد تحسن نتائجه تحت إدارته الفنية، وقد استحوذت شخصيته على اهتمام وسائل الاعلام مما أطلق العنان لسلسلة من الخلافات الرياضية والسياسية.
في عام 1980 بعد اعتزاله لعب كرة القدم قرر بيلسا البدء في مهمة التدريب كـ مدير فني لكرة القدم. مهمته الأولى كانت تدريب شباب النادي الأرجنتيني نيولز أولد بويز. في عام 1990 أعطيت لبيسا مهمة إدارة الفريق الأول للنادي حيث تمكن بعدها من الفوز على بوكا جونيورز بركلات الترجيح في بطولة تورنيو. كما وصل لنهائي كأس ليبرتادوريس عام 1992 لكنه خسر من نادي ساو باولو بركلات الترجيح، بيد أنه وبعد خسارته النهائي بعدة أسابيع استطاع وفريقه الفوز ببطولة تورنيو الختامية.

## سنواته الأولى
عندما كان طفلا اختار بيلسا دعم نادي نيولز أولد بويز بدلا من جاره ومنافسه الابدي روزاريو سنترال وهو الفريق الذي كان يتابعه والده بحماس. ينحدر بيلسا من عائلة عريقة في السياسة والقانون، لكنه قرر كسر التقاليد بتكريس حياته لرياضة كرة القدم، وكانت مهنته مناقضة تماماً لشقيقه الأكبر رافاييل السياسي والنائب الوطني للعاصمة بوينس آيرس وشقيقته ماريا يوجينا نائبة محافظ سانتا في. لعب بيلسا كمدافع لفريق نيولز أولد بويز لكنه اعتزل اللعب مبكراً حيث كان عمره حينها 25 عام. ذهب بعدها لتطوير مهنته في مجال التدريب في شباب النادي بعد تأهيله كمدرس تربية بدنية. قاد بعدها الفريق إلى عدة انتصارات عام 1990 وانتقل بعدها إلى المكسيك عام 1992 لفترة وجيزة لتدريب ناديي أطلس ونادي أمريكا، عاد بعدها إلى الأرجنتين عام 1997 ليتسلم الإدارة الفنية لنادي فيليز سارسفيلد.

## كمدرب
توج بييلسا خلال مسيرته التدريبية سوى بالدوري الأرجنتيني 3 مرات وقاد المنتخب الأوليمبي للتانجو للفوز بأولمبياد أثينا 2004.

### ليدز يونايتد
قاد بييلسا فريق ليدز للعودة إلى الدوري الإنجليزي الممتاز بعد غياب 16 عاما بعد نجاحه في تصدر دوري القسم الثاني.

## روابط خارجية
- مارسيلو بيلسا على موقع الاتحاد الدولي (مؤرشف)  (الإنجليزية)
- مارسيلو بيلسا على موقع قاعدة بيانات كرة القدم.إي يو (الإنجليزية)
- مارسيلو بيلسا على موقع ناشيونال فوتبول تيمز (الإنجليزية)
- مارسيلو بيلسا على موقع Soccerbase.com (مدرب) (الإنجليزية)
- مارسيلو بيلسا على موقع Soccerway.com (الإنجليزية)
- مارسيلو بيلسا على موقع عالم كرة القدم.نت (الإنجليزية)
- مارسيلو بيلسا على موقع كووورة
- مارسيلو بيلسا على موقع أوليمبيديا (الإنجليزية)